# Hewitsonia kirbii
Hewitsonia kirbii is een vlinder uit de familie van de Lycaenidae. De wetenschappelijke naam van de soort is voor het eerst geldig gepubliceerd in 1879 door Hermann Dewitz.